# Bni Faghloum
Bni Faghloum (franska: Bni Faghloum (CR), Bni Faghloum (Commune Rurale), arabiska: اسطيحة) är en kommun i Marocko.   Den ligger i provinsen Chefchaouen och regionen Tanger-Tétouan-Al Hoceïma, i den nordöstra delen av landet, 180 km nordost om huvudstaden Rabat. Antalet invånare är 9 951.